# Isly (commune)
Pour les articles homonymes, voir Isly.
Isly est une commune rurale située dans la province d'Oujda-Angad, dans la région de Oriental, au Maroc. La commune rurale d'Isly est située dans la région géographique de l'Atlas marocain (Moyen-Atlas), dans la région tribale d'Ahl Angad.
Elle fait partie du cercle d'Oujda-Banlieue sud et, lors du recensement de 2014, comptait 6 710 habitants, dont 1 204 ménages et un étranger. Elle dispose de deux stations d'énergie solaire photovoltaïque situées dans le douar Zragta.
Le 14 août 1844 s'y est déroulée la bataille d'Isly, dernier affrontement de l'expédition de la France contre l'armée marocaine, douze ans après l'insurrection de l'émir Abdelkader contre la France.